# Ruth Erdt
Ruth Erdt, verheiratete Vuillemin-Erdt, (geboren 15. Januar 1965 in Zürich) ist eine Schweizer Fotokünstlerin.

## Leben
Ruth Erdt besuchte von 1982 bis 1983 zunächst einen Vorkurs an der Kunstgewerbeschule Zürich. Ab 1983 bis 1987 studierte sie in der Fachklasse für Visuelle Gestaltung an der Schule für Gestaltung Zürich und ergänzte ihre künstlerische Ausbildung mit dem zusätzlichen Besuch der Fachklasse für Fotografie an der Hochschule für Gestaltung und Kunst Zürich in den Jahren 1996 bis 2000. Von 2008 bis 2010 erwarb sie einen Master of Fine Arts an der Zürcher Hochschule der Künste. Seit 1990 arbeitet Ruth Erdt als freischaffende Künstlerin. Ab 2006 unterrichtete sie als Dozentin an verschiedenen Hochschulen.
Ruth Erdt lebt und arbeitet in Zürich und Berlin. Sie hat zwei Kinder, Pablo und Eva Vuillemin.

## Werk
Ruth Erdt arbeitet neben der klassischen Fotografie mit alten Fototechniken wie der Cyanotypie und dem Fotogramm. Daneben entstanden auch Installationsarbeiten im öffentlichen Raum wie das Werk Kinderbett aus dem Jahr 2010, Erdts Abschlussarbeit für die Masterprüfung an der Zürcher Hochschule der Künste. Ein aus Sturmgewehren zusammengefügtes Kinderbett ist Teil der Installation, wie auch Fotografien, die dieses Kinderbett im Alltagskontext und Kinder mit Waffen zeigen. Ebenfalls seit 2010 hält sie in einer fotografischen Langzeitdokumentation mit dem Titel Schwamendingen die strukturellen Veränderungen in ihrem Wohnviertel in Zürich fest. Dabei kombiniert sie Farb- und Schwarzweißfotografie, Porträt- und Landschaftsaufnahme in einer komplexen Bilderzählung.
Erdt versteht sich explizit als feministische Künstlerin. Ihre Werke sind zum Teil autobiografisch motiviert und befassen sich mit ihrem Alltag. Sie wird darin selbst zum Motiv und zur Protagonistin, ebenso wie ihre Kinder, ihre Partner und Freunde. So arbeitete sie an Cyanotypes 16–22 gemeinsam mit ihrer Tochter, Eva Vuillemin, die an der Berliner Universität der Künste ebenfalls eine künstlerische Ausbildung absolvierte. Fotografien Erdts, die im Alter zwischen 16 und 22 entstanden sind, werden mit Fotografien Eva Vuillemins kontrastiert. Da die Protagonistinnen auf den Fotografien etwa im selben Alter sind, verschwimmt die Hierarchie der Mutter-Tochter-Beziehung wie auch die zeitliche Einordnung über den Alterungsprozess der Fotografien durch die Verfremdung der Originalfotografien mit der Technik der Cyanotypie.
Im Jahr 2020 thematisierte Erdt erneut die Beziehung zu ihrer Tochter in Hear Your Voice. Thema der Arbeit ist die räumliche Distanz. Erdt sammelte Textfragmente aus E-Mails und SMS ihrer in Berlin lebenden Tochter und stellte diese zu Porträts aus ihrem Archiv. Die Arbeit, die Ende 2019 begonnen wurde, erhielt im Corona-Jahr 2020 eine zusätzliche Ebene in der Reflexion von Nähe und Distanz, als Mutter und Tochter sich aufgrund der Reisebeschränkungen über einen längeren Zeitraum nicht sehen konnten. Eines der Porträts der Tochter ließ sie auf eine Lastwagenplane drucken und am Stadtrand von Zürich an einer Hauswand anbringen.
Werke von Ruth Erdt befinden sich in den Sammlungen der Fotostiftung Schweiz und dem Fotomuseum in Winterthur, in der Kunstsammlung des Kantons Zürich, der Kunstsammlung der Stadt Zürich und in der Kunstsammlung der Zürcher Kantonalbank.

## Preise und Auszeichnungen
- 1990: Werkstipendium Kunst der Stadt Zürich
- 1999: Schweizer Kunst- und Designpreis
- 2000: Schweizer Kunst- und Designpreis
- 2002: Schweizer Kunst- und Designpreis
- 2008: Esther-Matossi-Preis
- 2008: Preis der UBS-Kulturstiftung
- 2009: Atelier-Stipendium, Artist-Residenz Berlin der Zuger Kulturstiftung Landis & Gyr
- 2019: Atelier-Stipendium, Artist-Residenz London der Zuger Kulturstiftung Landis & Gyr
- 2019: Prix Visarte für Eine Chronik für Freienwil[6]
- 2019: Preis der UBS-Kulturstiftung
- 2020: Kunststipendium der Stadt Zürich
- 2020: Werkbeitrag Literatur, Kanton Zürich[7]

## Publikationen
- mit Eva Vuillemin: Cyanotypes 16–22. Berlin 2011.
- The Gang. Lars Müller Publishers, Baden 2011, ISBN 978-3-907078-48-8.
- Die Behauptung. Message Salon Eppstein 2013.
- Analog. Message Salon Eppstein 2014.
- Nicht zittern. Lars Müller Publishers, Zürich 2017, ISBN 978-3-03778-540-9.
- mit Dorothea Strauss: Eine Chronik für Freienwil. Die Mobiliar 2018.
- Liar – Lügner. Kodoji Press, Baden 2019, ISBN 978-3-03747-022-0.

## Ausstellungen (Auswahl)

### Einzelausstellungen
- 1997: Combine, Message Salon, Zürich
- 2001: Combine, Message Salon, Zürich
- 2005: Hasen, Hunde und Wurfgeschosse, Message Salon, Zürich
- 2008: The Casting System, Message Salon, Zürich
- 2011: mit Eva Vuillemin: Cyanotypes, Message Salon, Zürich
- 2013: Das stets sich selbst an den Füssen klebt, Message Salon, Zürich
- 2014: In der Hütte, Message Salon, Zürich
- 2001: Familienbilder, Kunstraum, Kreuzlingen
- 2002: The Gang, La Librairie du Musée de l’Elysée, Lausanne
- 2010: Darkroom, Neuropa, Zürich
- 2010: Die Lügner, Fotostiftung Schweiz, Winterthur
- 2011 The Naked House, Next Level, London
- 2015: Lokaltermin, Galerie Tenne, Zürich

### Gruppenausstellungen
- 2001: M-Family. Migros Museum für Gegenwartskunst, Zürich
- 2002: Ikonen. Coninx-Museum, Zürich
- 2002: Backlight 02. im Rahmen des 6th International Photographic Triennal, Photographic Center Nykyaika, Tampere
- 2002: Swiss Design 2002. Netzwerke/Réseaux/Networks. Museum für Gestaltung Zürich
- 2002: Art Incentive Award. Amstelveen, Amsterdam 2002
- 2003: Zeitgenössische Fotokunst aus der Schweiz. Wanderausstellung, Neuer Berliner Kunstverein
- 2003: 7. Bieler Fototage: Auf den Spuren der Zeit. Biel
- 2005: Per la musica. Castelluccio, Pienza
- 2006: Fragile. Kunsthaus Langenthal
- 2008: Swiss Press Photo 08. Die besten Schweizer Pressefotos des Jahres 2007. Schweizerisches Landesmuseum Zürich
- 2010: Kinderbett. Shedhalle Zürich
- 2012: Death can dance. Stadthaus Zürich
- 2012: The Golden Cage. Kunstbüro Berlin
- 2012: Städtische Kunstpreise. Helmhaus Zürich
- 2012: Peter Olpe. Out of Focus. Musée Suisse de l'Appareil Photographique, Vevey
- 2015: Das Fotobuch und seine Autoren. Schweizerische Nationalbibliothek, Bern
- 2015: Secret – Contaxta Collection in der Kunsthalle Bern. Kunsthalle Bern
- 2017: We are Family. Alte Fabrik, Rapperswil
- 2018: Selfie. Alte Fabrik, Rapperswil